# Falita
Falita (arab. فليطة) – miejscowość w Syrii, w muhafazie Damaszek. W 2004 roku liczyła 6475 mieszkańców.